# TVP Rozrywka
TVP Rozrywka ist ein polnischer Unterhaltungs-Fernsehsender des öffentlich-rechtlichen Telewizja Polska. Gestartet ist der Sender im April 2013. Das Programm besteht hauptsächlich aus Konzerten, Festivals und Reality-Programmen aus dem Archiv der TVP.
Gesendet wird aus dem Sendezentrum der TVP in Warschau. Verbreitet wird der Sender innerhalb Polens terrestrisch über DVB-T, Kabel, Satellit und IPTV.

## Geschichte
TVP Rozrywka nahm im April 2013 den Sendebetrieb auf. Er bringt Wiederholungen aus den Vollprogrammen des TVP (TVP1, TVP2, TVP HD), vor allem Unterhaltungssendungen. Er war von April 2013 bis Juni 2018 terrestrisch frei empfangbar. Am 7. Juni wurde er durch den Pay-TV-Sender TVP Sport ersetzt. Die TVP hat die Sender TVP Sport HD und TVP Rozrywka in MUX8 von DVB-T eingesetzt.